# Сергієвка (Новосибірська область)
Сергієвка (рос. Сергиевка) — присілок у Куйбишевському районі Новосибірської області Російської Федерації.
Входить до складу муніципального утворення Чумаковська сільрада. Населення становить 114 осіб (2010).

## Історія
Згідно із законом від 2 червня 2004 року органом місцевого самоврядування є Чумаковська сільрада.

## Населення
| 2002 | 2007 | 2010 |
| ---- | ---- | ---- |
| 180  | ↘156 | ↘114 |